# Alfred Chavannes

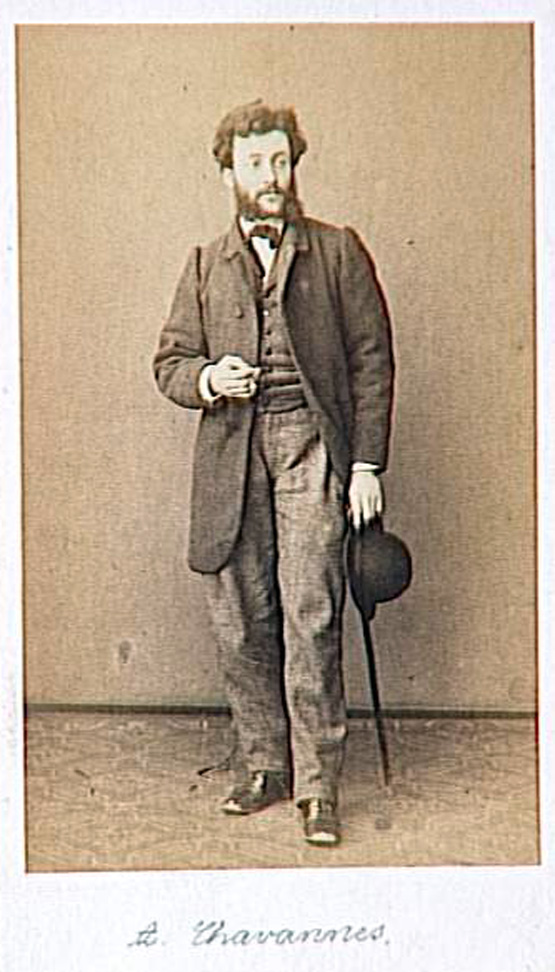
Alfred Chavannes, Foto von Arnold Overbeck, Gebr. G. & A. Overbeck in Düsseldorf

Alfred Chavannes (* 2. Januar 1836 in La Sarraz, Kanton Waadt; † 10. Januar 1894 in Aigle, Kanton Waadt) war ein Schweizer Landschaftsmaler der Düsseldorfer Schule.

## Leben
Chavannes studierte zunächst Architektur in Lausanne. Dann wandte er sich der Malerei zu, die er bei Jean Bryner (1816–1909) und Alexandre Calame in Genf studierte. Anschliessend begab er sich nach Düsseldorf, wo er von 1860 bis 1874 Privatunterricht von Oswald Achenbach erhielt und in dessen Atelier arbeitete. Von 1861 bis 1875 war Chavannes Mitglied des Künstlervereins Malkasten. Mitte der 1870er Jahre kehrte er nach Lausanne zurück. In den 1860er und 1870er Jahren wurden Werke Chavannes’ in Düsseldorf und Berlin ausgestellt.

## Werke (Auswahl)
- Rhoneebene und die Dents du Midi, 1878
- Bergsee mit Schäferin und Kühen, 1879
- Plaine du Rhône près de Roche, 1880
- Blick von Montreux auf den Genfersee und Dents du Midi, 1880
- Ruisseau environs de Lausanne, 1886
- Lac Léman avec Château Chillon et Dents du Midi[3]